# Olena Kravatska
Olena Vitalivna Kravatska (en ucraniano: Олена Віталіївна Краватська; Chernivtsí, 22 de junio de 1992) es una deportista ucraniana que compite en esgrima, especialista en la modalidad de sable.
Participó en dos Juegos Olímpicos de Verano, obteniendo dos medallas en la prueba por equipos, plata en Río de Janeiro 2016 (junto con Olha Jarlan, Alina Komashchuk y Olena Voronina) y oro en París 2024 (con Yuliya Bakastova, Alina Komashchuk y Olha Jarlan). En los Juegos Europeos de Bakú 2015 obtuvo una medalla de oro en la prueba por equipos.
Ganó una medalla de plata en el Campeonato Mundial de Esgrima de 2015 y cuatro medallas en el Campeonato Europeo de Esgrima entre los años 2015 y 2024.

## Palmarés internacional
| Juegos Olímpicos   | Juegos Olímpicos        | Juegos Olímpicos  | Juegos Olímpicos  |
| Año                | Lugar                   | Medalla           | Prueba            |
| ------------------ | ----------------------- | ----------------- | ----------------- |
| 2016               | Río de Janeiro (Brasil) | Medalla de plata  | Sable por equipos |
| 2024               | París (Francia)         | Medalla de oro    | Sable por equipos |
| Campeonato Mundial |                         |                   |                   |
| Año                | Lugar                   | Medalla           | Prueba            |
| 2015               | Moscú (Rusia)           | Medalla de plata  | Sable por equipos |
| Juegos Europeos    |                         |                   |                   |
| Año                | Lugar                   | Medalla           | Prueba            |
| 2015               | Bakú (Azerbaiyán)       | Medalla de oro    | Sable por equipos |
| Campeonato Europeo |                         |                   |                   |
| Año                | Lugar                   | Medalla           | Prueba            |
| 2015               | Montreux (Suiza)        | Medalla de bronce | Sable por equipos |
| 2016               | Toruń (Polonia)         | Medalla de bronce | Sable por equipos |
| 2022               | Antalya (Turquía)       | Medalla de bronce | Sable por equipos |
| 2024               | Basilea (Suiza)         | Medalla de plata  | Sable por equipos |